# Mottier
Mottier est une commune française située dans le département de l'Isère, en région Auvergne-Rhône-Alpes.
Historiquement situé dans la province du Dauphiné, ce village est surplombé par les ruines d'une ancienne maison forte datant du XIIe siècle et labellisées Patrimoine en Isère.
Les habitants de la commune sont dénommés les Mottiérots.

## Géographie

### Situation et description
Mottier est situé dans la région naturelle des Terres froides, entre Lyon, Grenoble, Valence et Bourgoin-Jallieu, non loin de la ville de La Côte-Saint-André, principale agglomération de ce secteur.
Le village était rattaché à la communauté de communes du Pays de Bièvre-Liers jusqu'au 31 décembre 2013. Elle appartient depuis 2014 à la Communauté de communes Bièvre Isère dont le siège est à Saint-Étienne-de-Saint-Geoirs.

### Communes limitrophes
|                     | Champier  | Eydoche                  |
| Porte-des-Bonnevaux | Mottier   | Longechenal              |
| La Côte-Saint-André | Gillonnay | Saint-Hilaire-de-la-Côte |

### Climat
Pour des articles plus généraux, voir Climat d'Auvergne-Rhône-Alpes et Climat de l'Isère.
En 2010, le climat de la commune est de type climat océanique altéré, selon une étude du Centre national de la recherche scientifique s'appuyant sur une série de données couvrant la période 1971-2000. En 2020, Météo-France publie une typologie des climats de la France métropolitaine dans laquelle la commune est exposée à un climat de montagne ou de marges de montagne et est dans la région climatique  Alpes du nord, caractérisée par une pluviométrie annuelle de 1 200 à 1 500 mm, irrégulièrement répartie en été. 
Pour la période 1971-2000, la température annuelle moyenne est de 10,6 °C, avec une amplitude thermique annuelle de 17,2 °C. Le cumul annuel moyen de précipitations est de 1 106 mm, avec 10,1 jours de précipitations en janvier et 7 jours en juillet. Pour la période 1991-2020, la température moyenne annuelle observée sur la station météorologique de Météo-France la plus proche, « Grenoble-Saint-Geoirs », sur la commune de Saint-Étienne-de-Saint-Geoirs à 10 km à vol d'oiseau, est de 11,5 °C et le cumul annuel moyen de précipitations est de 915,1 mm,. Pour l'avenir, les paramètres climatiques de la commune estimés pour 2050 selon différents scénarios d'émission de gaz à effet de serre sont consultables sur un site dédié publié par Météo-France en novembre 2022.

### Voies de communication et transport
La commune est située à l'écart des grands axes de circulation. L'accès routier à la commune est cependant possible par l'ancienne route nationale 85 qui relie Lyon à Grenoble, puis en empruntant la RD71d en venant de Lyon ou en arrivant par Grenoble.

## Urbanisme

### Typologie
Au 1er janvier 2024, Mottier est catégorisée commune rurale à habitat dispersé, selon la nouvelle grille communale de densité à sept niveaux définie par l'Insee en 2022.
Elle est située hors unité urbaine et hors attraction des villes,.

### Occupation des sols
L'occupation des sols de la commune, telle qu'elle ressort de la base de données européenne d’occupation biophysique des sols Corine Land Cover (CLC), est marquée par l'importance des territoires agricoles (62,3 % en 2018), en diminution par rapport à 1990 (64,6 %). La répartition détaillée en 2018 est la suivante : 
terres arables (50,4 %), forêts (30 %), zones agricoles hétérogènes (10,4 %), zones urbanisées (7,7 %), prairies (1,5 %). L'évolution de l’occupation des sols de la commune et de ses infrastructures peut être observée sur les différentes représentations cartographiques du territoire : la carte de Cassini (XVIIIe siècle), la carte d'état-major (1820-1866) et les cartes ou photos aériennes de l'IGN pour la période actuelle (1950 à aujourd'hui).

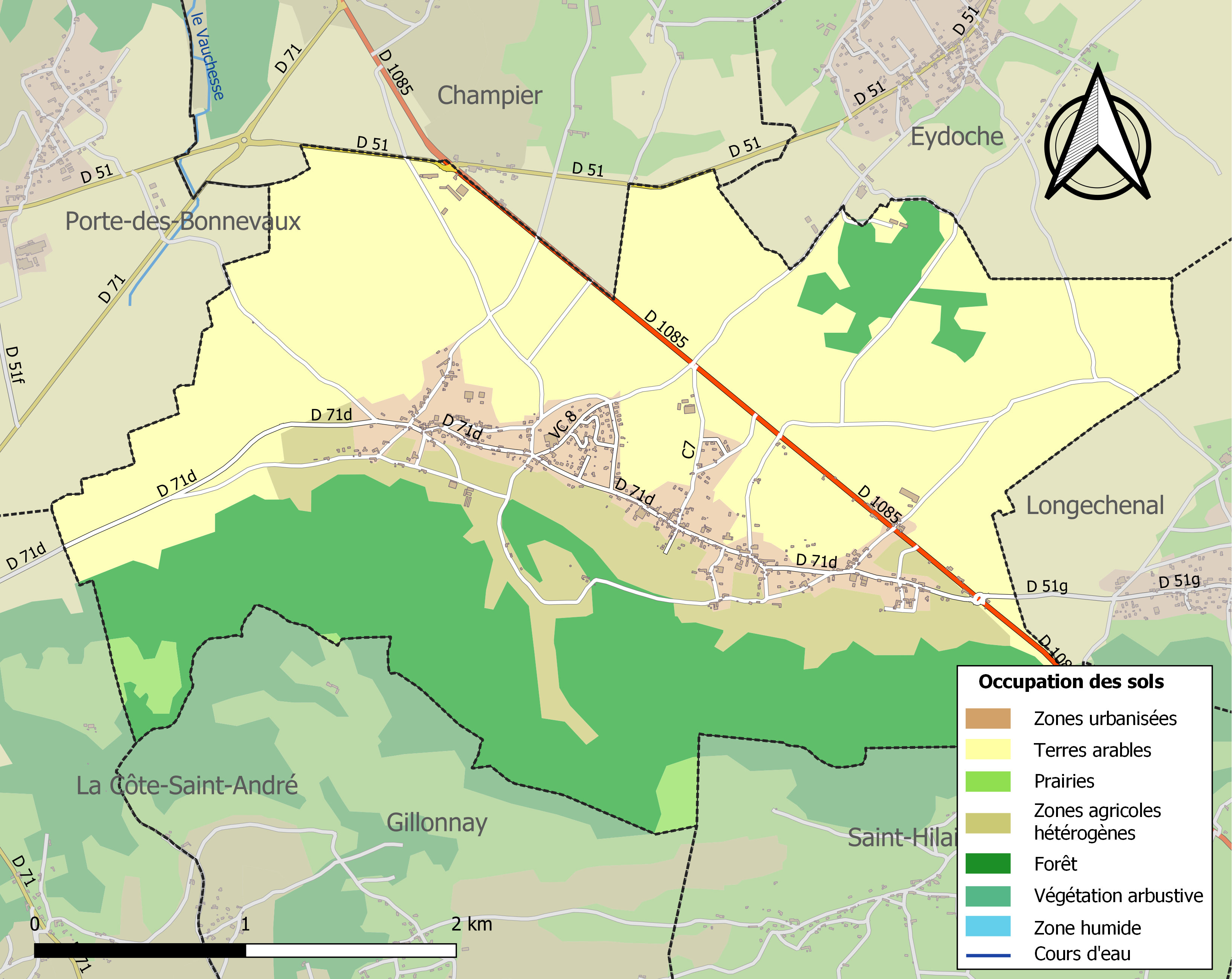
Carte des infrastructures et de l'occupation des sols de la commune en 2018 (CLC).

### Risques naturels et technologiques

#### Risques sismiques
L'ensemble du territoire de la commune de Mottier est situé en zone de sismicité no 3 (sur une échelle de 1 à 5), comme la plupart des communes de son secteur géographique.
| Type de zone | Niveau            | Définitions (bâtiment à risque normal) |
| ------------ | ----------------- | -------------------------------------- |
| Zone 3       | Sismicité modérée | accélération = 1,1 m/s2                |

## Histoire

### Préhistoire et Antiquité
Au début de l'Antiquité, le territoire des Allobroges s'étendait sur la plus grande partie des pays qui seront nommés plus tard la Sapaudia (ce « pays des sapins » deviendra la Savoie) et au nord de l'Isère.
Les Allobroges, comme bien d'autres peuples gaulois, sont une « confédération ». En fait, les Romains donnèrent, par commodité le nom d'Allobroges à l'ensemble des peuples gaulois vivant dans la civitate (cité) de Vienne, à l'ouest et au sud de la Sapaudia.

### Administration municipale

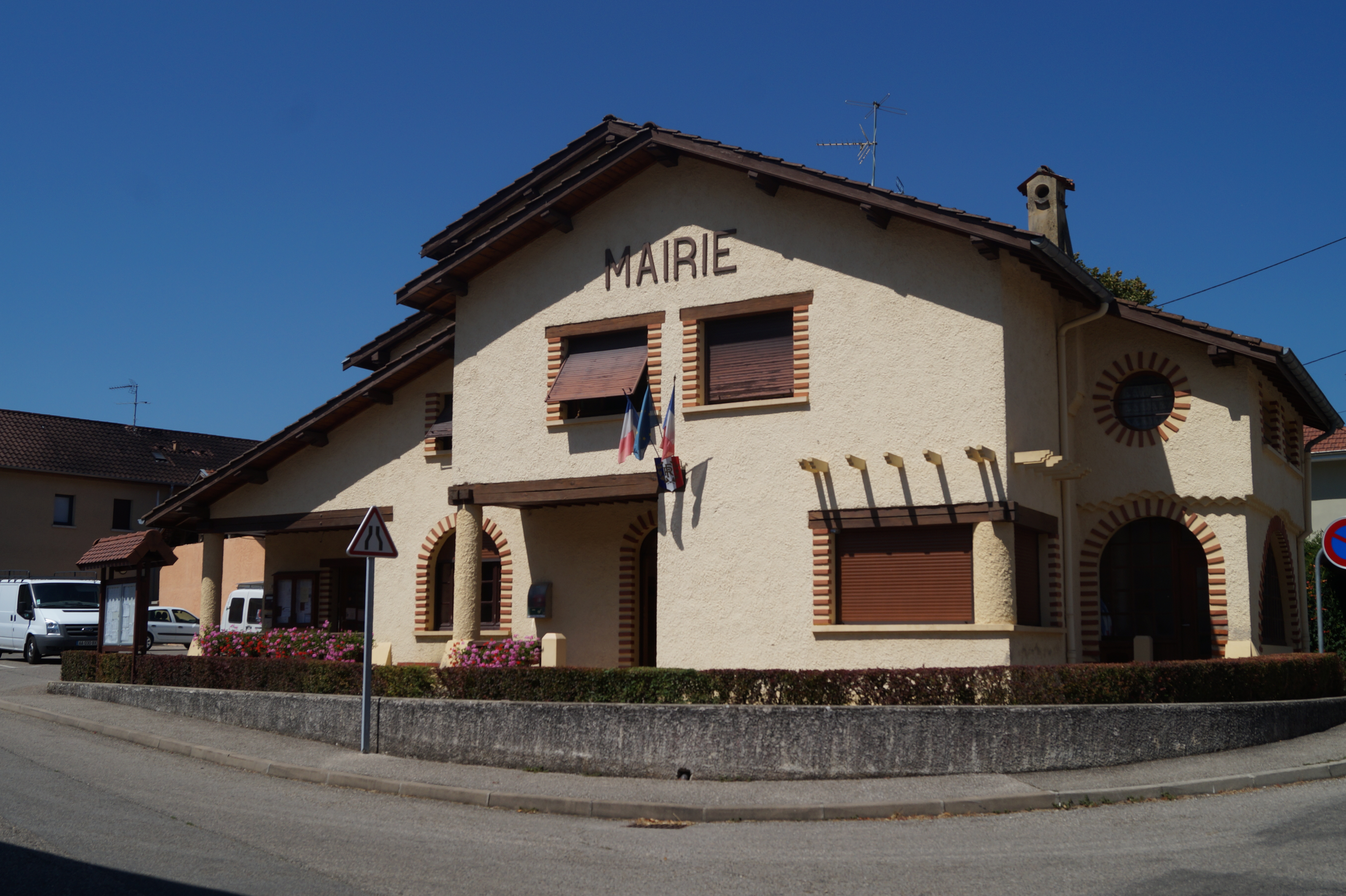
La mairie.

## Politique et administration

### Liste des maires
| Période                                  | Période                    | Identité        | Étiquette | Qualité |
| ---------------------------------------- | -------------------------- | --------------- | --------- | ------- |
| avant 1995                               | ?                          | Marcel Mathian  |           |         |
| mars 2001                                | décembre 2018 (démission), | Bruno Detroyat  | DVD       | Artisan |
| décembre 2018,                           | En cours                   | Isabelle Rivard |           |         |
| Les données manquantes sont à compléter. |                            |                 |           |         |

## Population et société

### Démographie
L'évolution du nombre d'habitants est connue à travers les recensements de la population effectués dans la commune depuis 1793. Pour les communes de moins de 10 000 habitants, une enquête de recensement portant sur toute la population est réalisée tous les cinq ans, les populations de référence des années intermédiaires étant quant à elles estimées par interpolation ou extrapolation. Pour la commune, le premier recensement exhaustif entrant dans le cadre du nouveau dispositif a été réalisé en 2004.

En 2022, la commune comptait 843 habitants, en évolution de +22,35 % par rapport à 2016 (Isère : +3,07 %, France hors Mayotte : +2,11 %).
| 1793 | 1800 | 1806  | 1821  | 1831  | 1836  | 1841  | 1846  | 1851  |
| ---- | ---- | ----- | ----- | ----- | ----- | ----- | ----- | ----- |
| 999  | 950  | 1 092 | 1 075 | 1 102 | 1 270 | 1 240 | 1 181 | 1 242 |

| 1856  | 1861 | 1866 | 1872 | 1876 | 1881 | 1886 | 1891 | 1896 |
| ----- | ---- | ---- | ---- | ---- | ---- | ---- | ---- | ---- |
| 1 198 | 874  | 846  | 847  | 842  | 769  | 781  | 753  | 710  |

| 1901 | 1906 | 1911 | 1921 | 1926 | 1931 | 1936 | 1946 | 1954 |
| ---- | ---- | ---- | ---- | ---- | ---- | ---- | ---- | ---- |
| 680  | 654  | 603  | 532  | 485  | 503  | 463  | 420  | 417  |

| 1962 | 1968 | 1975 | 1982 | 1990 | 1999 | 2004 | 2006 | 2009 |
| ---- | ---- | ---- | ---- | ---- | ---- | ---- | ---- | ---- |
| 385  | 362  | 357  | 414  | 468  | 511  | 596  | 609  | 681  |

| 2014 | 2019 | 2022 | - | - | - | - | - | - |
| ---- | ---- | ---- | - | - | - | - | - | - |
| 684  | 768  | 843  | - | - | - | - | - | - |

### Enseignement
La commune est rattachée à l'académie de Grenoble (Zone A).

### Médias
Historiquement, le quotidien à grand tirage Le Dauphiné libéré consacre, chaque jour, y compris le dimanche, dans son édition Isère-Nord, un ou plusieurs articles à l'actualité du canton, de la communauté de communes, ainsi que des informations sur les éventuelles manifestations locales, les travaux routiers, et autres événements divers à caractère local.

### Cultes
La communauté catholique de Mottier et l'église paroissiale Saint-André (propriété de la commune) dépendent de la Paroisse Sainte Marie de Bièvre-Liers qui est elle-même rattachée au diocèse de Grenoble-Vienne. La maison paroissiale se situe près de l'église de la Côte-Saint-André.

## Culture Locale et patrimoine

### Lieux et monuments

#### Le château de Bocsozel
Le château de Bocsozel est une ancienne maison forte, du XIIe siècle, dont les ruines se dressent au-dessus du village. Celui-ci est labellisé Patrimoine en Isère,. Les deux tours, encore en place en 2020, ainsi que quelques éléments de rempart constituent les derniers vestiges du château.
La motte castrale est située derrière les ruines, en direction de l'ouest et accessible par une simple échelle en bois enjambant une barrière.

#### Les autres monuments
L'église paroissiale Saint-Nicolas de Mottier, dans le village.

Quelques vues sur les monuments de Mottier
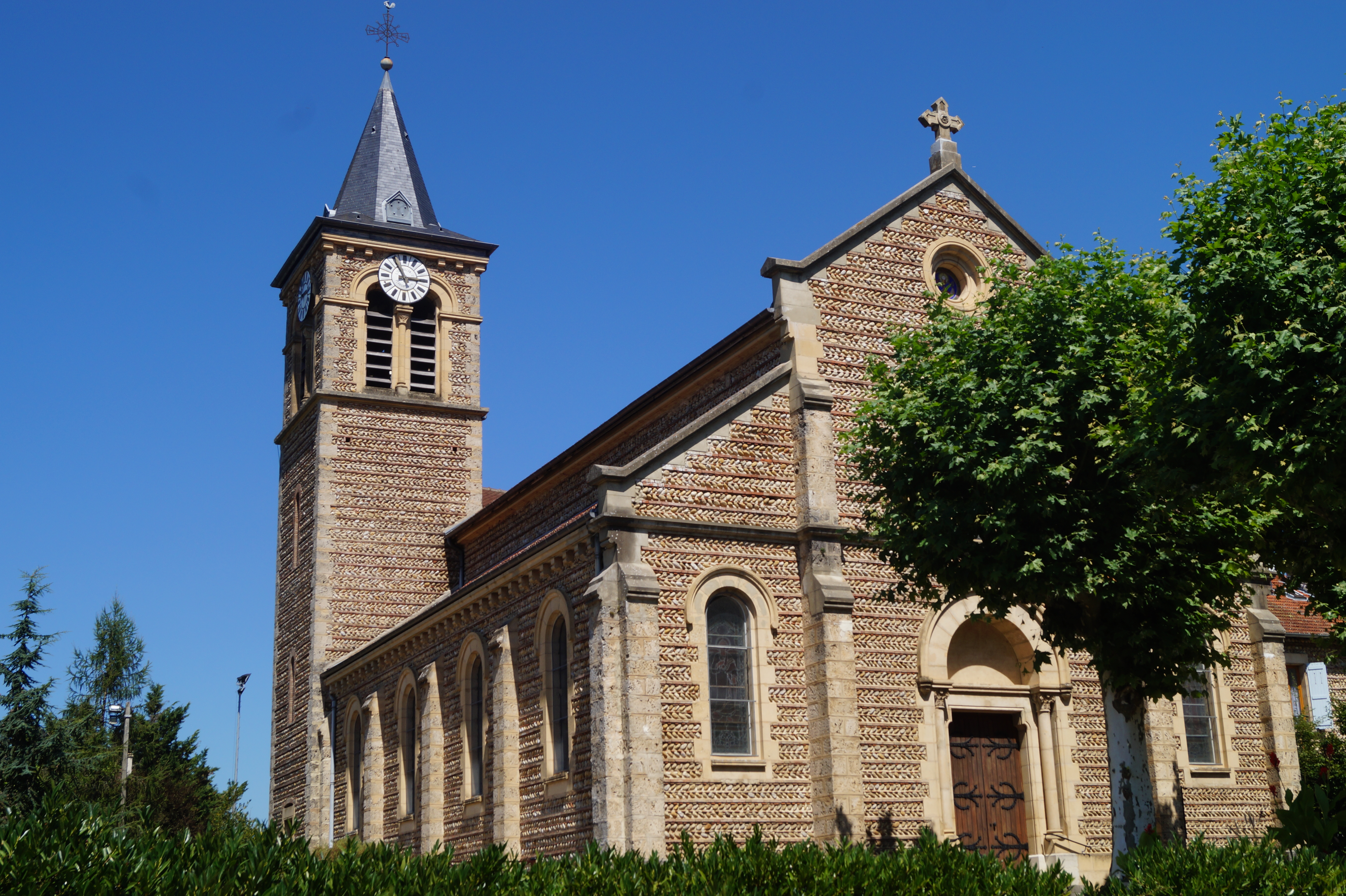
L'Église du Mottier
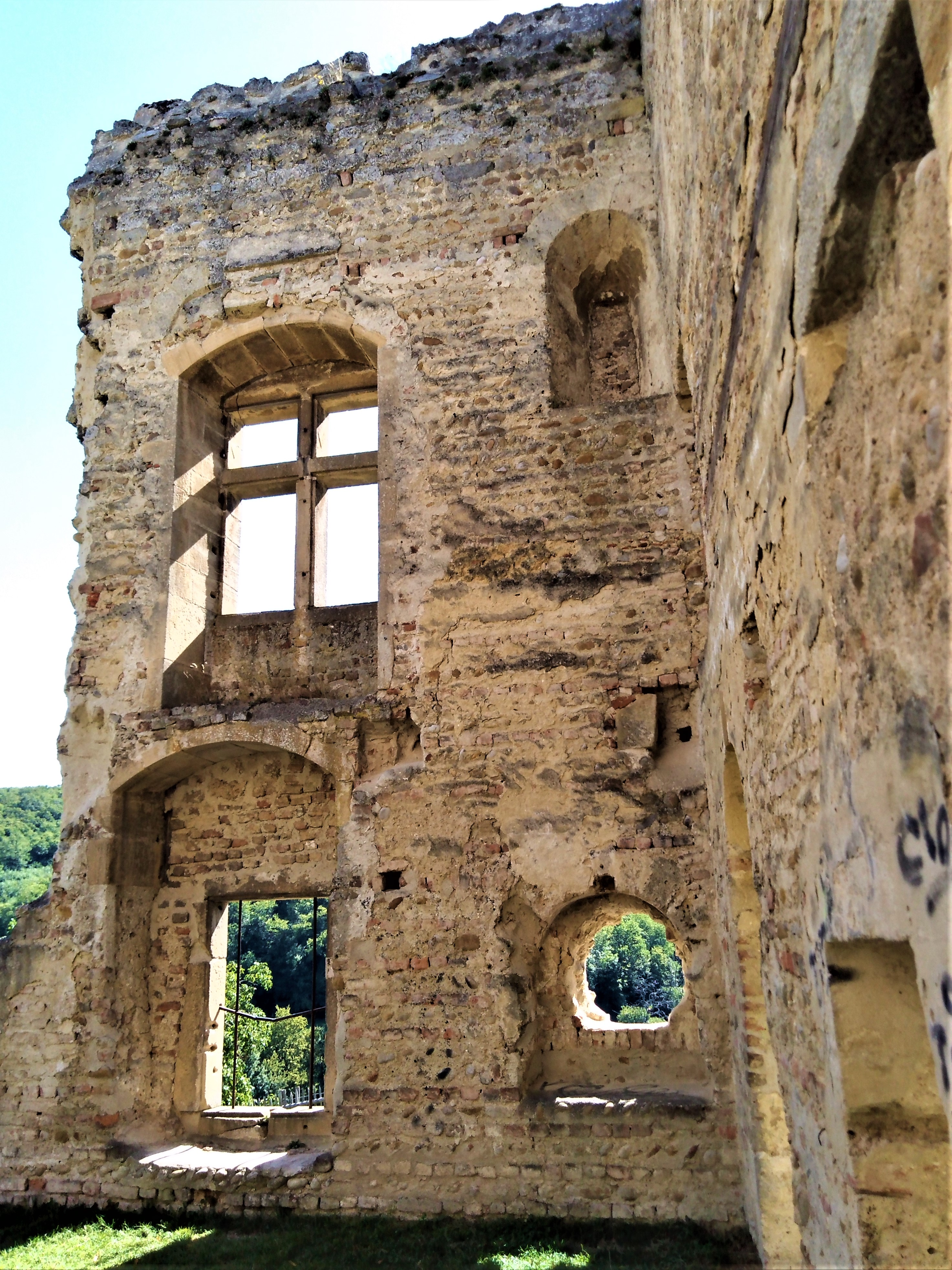
Ruine de Bocsozel
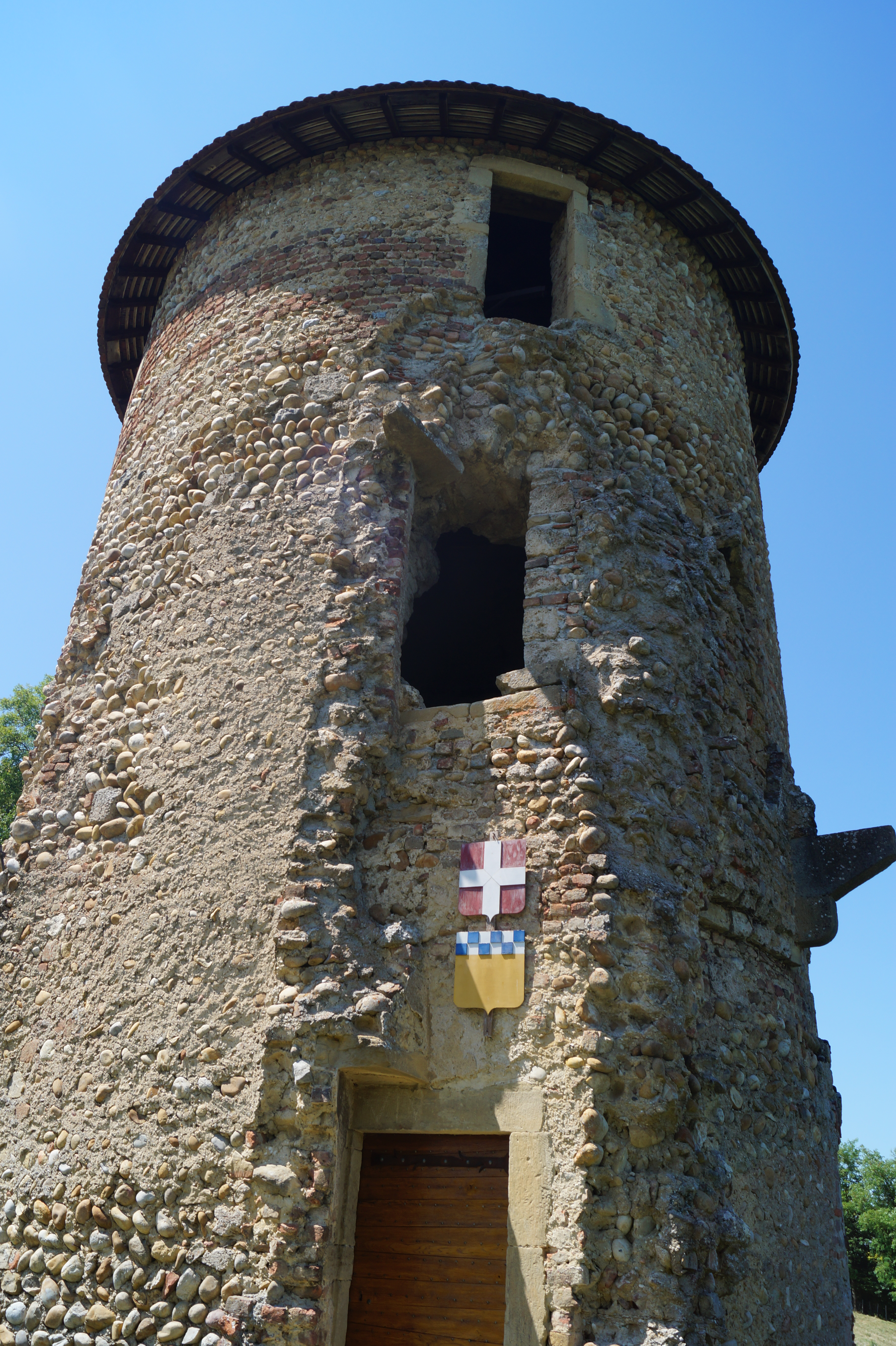
La Tour Ronde de Bocsozel.
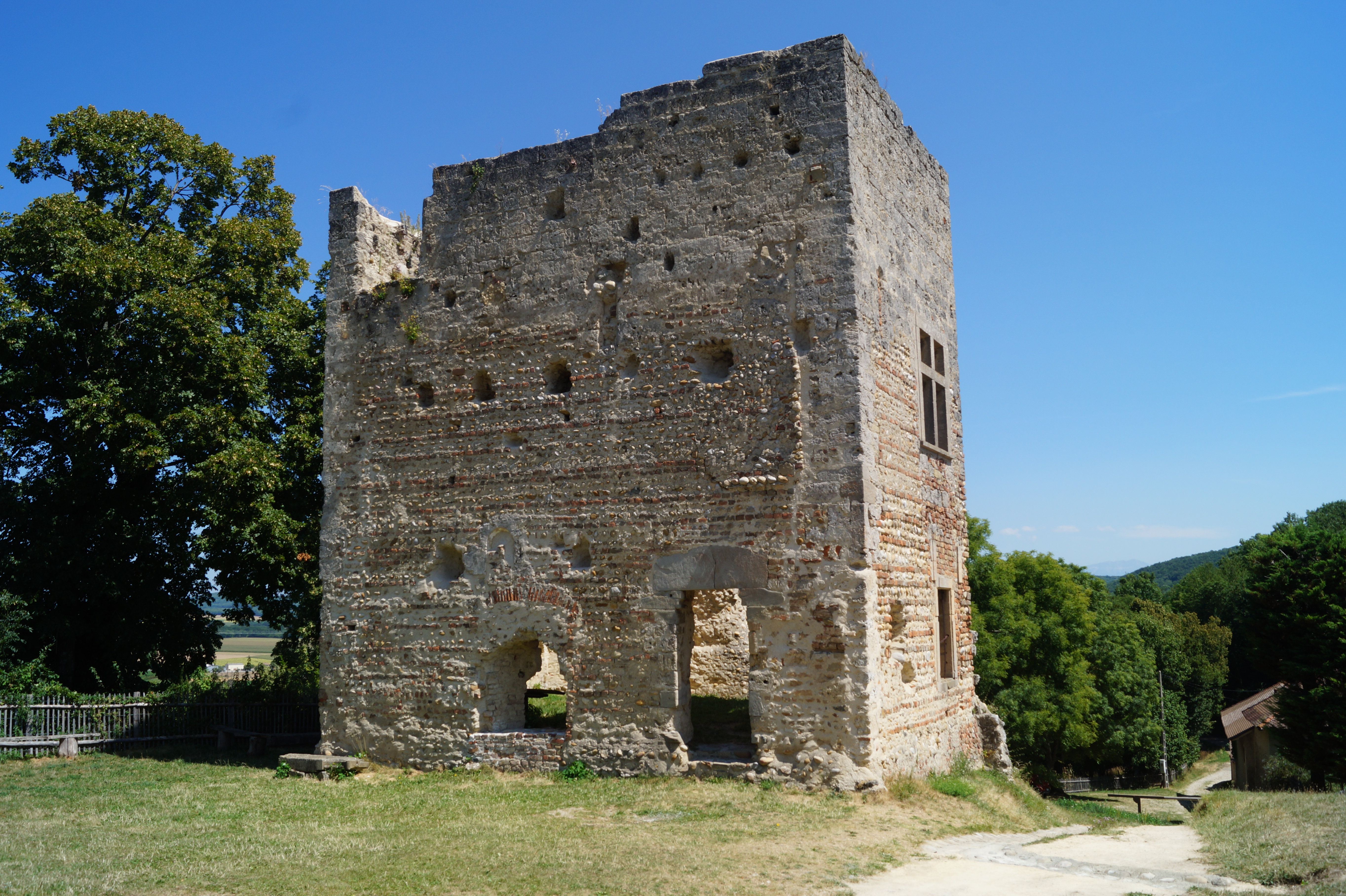
La Tour Carrée de Bocsozel.
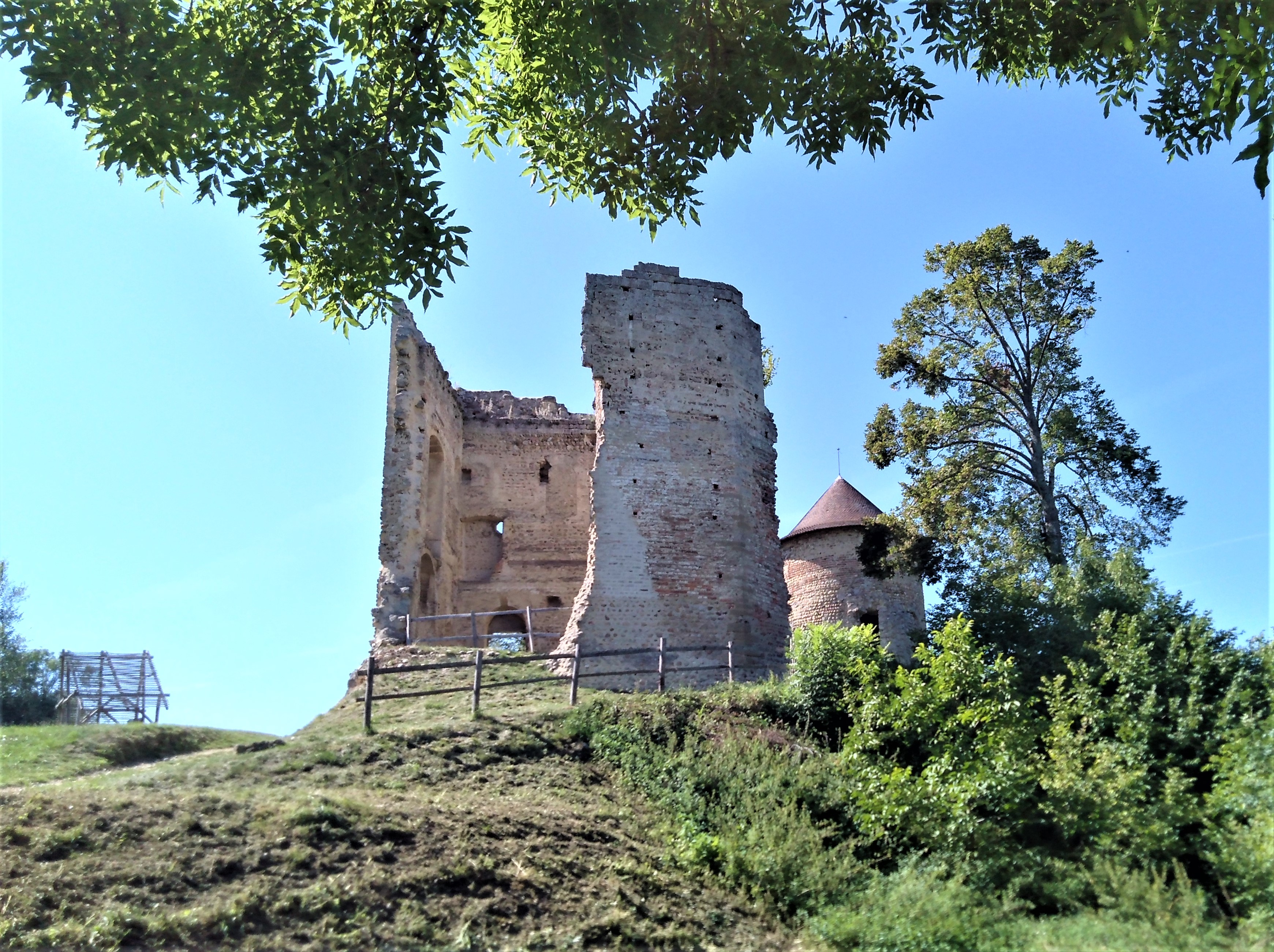
Ruines depuis le chemin du bourg

### Patrimoine naturel
- Forêt de Mottier et de Combelatière.
- Mont Avalon (644 mètres) qui domine le château de Bocsozel[25].

### Héraldique
|  | Mottier possède des armoiries dont l'origine et le blasonnement exact ne sont pas disponibles. |